# Gumpendorfer Kaserne
Die Gumpendorfer Kaserne, auch „Schmalzhofkaserne“ genannt, befand sich von 1785 bis 1902 im 6. Wiener Gemeindebezirk Mariahilf in der Gumpendorfer Straße 68–76.
Vor 1683 befand sich an dieser Stelle ein Frauenkloster der Nicolaierinnen, das den Türken zum Opfer fiel. 1754 erwarb Maria Theresia ein dort um 1690 erbautes Palais, um darin eine der militärischen Ausbildung dienende Ingenieurschule einzurichten, die 1760 in eine Militärakademie umgewandelt wurde. Teile der bestehenden Bauwerke wurden auch als Militärspital genutzt. Für die in diesem Spital verstorbenen Soldaten wurde eigens der Soldatenfriedhof Gumpendorf angelegt. Am 13. Dezember 1785 ordnete Kaiser Joseph II. die Umwandlung in eine Kaserne an.
Am 6. Oktober 1848 meuterte das hier einquartierte Grenadierbataillon der k.u.k. Armee gegen den Befehl des Kriegsministers Graf Baillet von Latour, in Ungarn Bužim gegen die dortigen Aufständischen zu unterstützen, und löste damit den Wiener Oktoberaufstand 1848 aus.
1902 wurde die Gumpendorfer Kaserne im Zuge der Kasernentransaktion demoliert.